# 926 до н. е.

## Події
- Похід Шешонка I на Юдею.
- Розпад Єврейської держави на північну — Ізраїль (столиця — Самарія), і південну — Юдея (столиця — Єрусалим).